# Talisia angustifolia
Talisia angustifolia är en kinesträdsväxtart som beskrevs av Ludwig Radlkofer. Talisia angustifolia ingår i släktet Talisia och familjen kinesträdsväxter. Inga underarter finns listade i Catalogue of Life.